# سكوت سيمون (سياسي)
سكوت سيمون (بالإنجليزية: Scott Simon)‏ هو مهندس معماري وسياسي أمريكي، ولد في يونيو 1961. حزبياً، نشط في الحزب الجمهوري. وقد انتخب عضو مجلس نواب لويزيانا.